# Ministri della guerra del Regno di Sardegna
Il presente elenco raccoglie tutti i nomi dei titolari del Ministero della guerra del Regno di Sardegna, dal 1848, col Governo Balbo fino al Governo Cavour III nel marzo 1861. 
Fino al 18 marzo 1860 il ministero accorpava anche le funzioni del dicastero della marina, che venne scorporato nel Governo Cavour III.

## Lista
| Ministro                       | Foto                            | Mandato                            | Governo                          |
| ------------------------------ | ------------------------------- | ---------------------------------- | -------------------------------- |
| Antonio Franzini               |                                 | 16 marzo - 5 luglio 1848           | Governo Balbo                    |
| Giacinto Provana di Collegno   |                                 | 27 luglio - 10 agosto 1848         | Governo Casati                   |
| Antonio Franzini               |                                 | 15 agosto - 22 agosto 1848         | Governo Alfieri                  |
| Giuseppe Dabormida             |                                 | 22 agosto - 11 ottobre 1848        | Governo Alfieri                  |
| Giuseppe Dabormida             | 11 ottobre - 27 ottobre 1848    | Governo Perrone                    |                                  |
| Alfonso La Marmora             |                                 | Governo Perrone                    | 27 ottobre - 3 dicembre 1848     |
| Ettore De Sonnaz               |                                 | 16 dicembre 1848 - 2 febbraio 1849 | Governo Gioberti                 |
| Alfonso La Marmora             |                                 | 2 febbraio - 9 febbraio 1849       | Governo Gioberti                 |
| Agostino Chiodo                |                                 | 9 febbraio - 21 febbraio 1849      | Governo Gioberti                 |
| Agostino Chiodo                | 24 febbraio - 23 marzo 1849     | Governo Chiodo                     |                                  |
| Giuseppe Dabormida             |                                 | 27 marzo - 29 marzo 1849           | Governo de Launay                |
| Enrico Morozzo Della Rocca     |                                 | 29 marzo - 7 maggio 1849           | Governo de Launay                |
| Enrico Morozzo Della Rocca     | 7 maggio - 17 settembre 1849    | Governo d'Azeglio I                |                                  |
| Eusebio Bava                   |                                 | Governo d'Azeglio I                | 17 settembre - 2 novembre 1849   |
| Alfonso La Marmora             |                                 | Governo d'Azeglio I                | 2 novembre 1849 - 16 maggio 1852 |
| Alfonso La Marmora             | 21 maggio - 22 ottobre 1852     | Governo d'Azeglio II               |                                  |
| Alfonso La Marmora             | 4 novembre 1852 - 2 aprile 1855 | Governo Cavour I                   |                                  |
| Giacomo Durando                |                                 | Governo Cavour I                   | 2 aprile - 4 maggio 1855         |
| Giacomo Durando                | 4 maggio 1855 - 1856            | Governo Cavour II                  |                                  |
| Alfonso La Marmora             |                                 | Governo Cavour II                  | 1856 - aprile 1859               |
| Camillo Benso, conte di Cavour |                                 | Governo Cavour II                  | 15 gennaio 1858 - 19 luglio 1859 |
| Alfonso La Marmora             |                                 | 19 luglio 1859 - 21 gennaio 1860   | Governo La Marmora I             |
| Manfredo Fanti                 |                                 | 21 gennaio - 23 marzo 1861         | Governo Cavour III               |

## Ministro della marina del Regno di Sardegna
| Ministro                       | Foto | Mandato                       | Governo            |
| ------------------------------ | ---- | ----------------------------- | ------------------ |
| Camillo Benso, conte di Cavour |      | 18 marzo 1860 - 23 marzo 1861 | Governo Cavour III |